# دوروثي قاولد بورنس
دوروثي قاولد بورنس (بالإنجليزية: Dorothy Gould Burns)‏ هي نجمة اجتماعية أمريكية، ولدت في 1904، وتوفيت في 18 نوفمبر 2010.